# Квінт Фабій Максим Ебурн
Квінт Фа́бій Макси́м Ебу́рн (лат. Quintus Fabius Maximus Eburnus; 162 — після 104 року до н. е.) — політичний та військовий діяч Римської республіки, консул 116 року до н. е.

## Життєпис
Походив з патриціанських родів Фабієв та Сервілієв. Син Квінта Фабія Максима Сервіліана, консула 142 року до н. е.
У 132 році до н. е. як квестор служив на Сицилії під орудою консула Публія Рупілія під час повстання рабів. Внаслідок недбалості втратив фортецю Тавроменій, за що Квінта Фабія Ебурна було вислано з острова. У 127 році до н. е. його призначено монетарієм.
У 119 році до н. е. став претором, займався розглядом справи Гая Папірія Карбона, якого Луцій Ліциній Красс звинуватив у здирництві та державній зраді. У 116 році до н. е. Квінта Фабія Ебурна було обрано консулом разом з Гаєм Ліцинієм Гетою. Як проконсульство Ебурну призначили Македонію. Тут він залишався до 114 року до н. е. Під час цього покарав призвідників порушень у місті Діми. У 113 році до н. е. очолював посольство до міста Магнесія (Мала Азія), де розглядав суперечку поміж критськими містами Ітан та Єрапитна.
У 108 році до н. е. його обрано цензором також разом з Гаєм Ліцинієм Гетою. Під час своєї каденції наклав на свого сина — Квінта — покарання за аморальний спосіб життя, а після цього заслав того до села й зрештою стратив, скориставшись владою батька сімейства. Такий вчинок Ебурна визнали надмірно жорстоким, у 104 році до н. е. Квінта Фабія Максима Ебурна було притягнуто до суду Гнеєм Помпеєм Страбоном, за результатом якого Фабій був засуджений й відправлений у вигнання з Риму. Він поселився у місто Нуцерія, де й помер.

## Родина
- жінка — Рупілія, донька Публія Рупілія, консула 132 року до н. е.
- син Квінт Фабій Максим.